# 金容淳
金容淳（1934年7月5日—2003年10月26日），朝鮮政治人物，官至祖國平和統一委員會委員長並負責對南工作，後因車禍逝世。

## 生平
金容淳出生於平安南道，並在金日成綜合大學法學系畢業。1980年11月就任朝鮮勞動黨黨中央委員一職。1982年成為最高人民會議代議員。1990年擔當黨委書記，並負責和韓國、日本和資本主義陣容國家的外交事務。1992年，他又被選為政治局候補委員。1993年4月獲委任為最高人民會議統一政策委員長。同年又成為祖國平和統一委員會副委員長。1998年晉升為委員長。2003年6月，他遇上車禍，在同年10月26日失救至死。然而，由於北韓甚少汽車，因此，分析指金容淳可能是被暗殺的。

## 資料來源
1. ↑  "Pyongyang official dies of crash injuries" 《紐約時報》 28 10 2003
2. ↑  "ワイド！スクランブル" 13 5 2013